# سوق الغربللي
سوق الغربللي هو أقدم أسواق مدينة الكويت، وسمي بهذا الاسم لوجود عدد من اصحاب الدكاكين من عائلة الغربللي.[بحاجة لمصدر]

## موقعه
يقع سوق الغربللي في شارع الغربللي في مدينة الكويت والذي يمثل جسرا بين الماضي والحاضر. فهذا الشارع مر خلال 100 عام من تاريخ الكويـــت بـ3 مراحل سابقة من أيام سقف البواري إلى سقف الجندل إلى مرحلته الحالية، كما أنه يمر في منتصف أسواق الكويت ويربط بين كشك مبارك وسوق السلاح مرورا بالمباركية.
والسوق اليوم يقع بين سوق الصرافين وحتى الشراع الجديد (شارع عبد الله السالم)، وتتفرع منه عدد من الأسواق القديمة كسوق الزل وسوق العرافين وسوق التناكة وسوق الجت وسوق السمك وسوق المقاصيص. وتميز السوق في بداياته بسقف مصنوع من جذوع وورق الشجر أو ما يعرف ب البواري إلا أن تم استبدال هذا السقف بسقف مصنوع من الصفيح في بدايات الستينات من القرن العشرين، ويرجع ذلك إلى تسبب البواري في حوادث حريق متكررة.

وفي سوق الغربللي كانت توجد ايضا ولا تزال، محلات علي العبدالوهاب، والمطوع، والمسلم، والحنيان، وابوقريص، وأبل، وغيرها من المحلات التي تم تأجير بعضها في الوقت الحاضر.